# Silvesterpfad

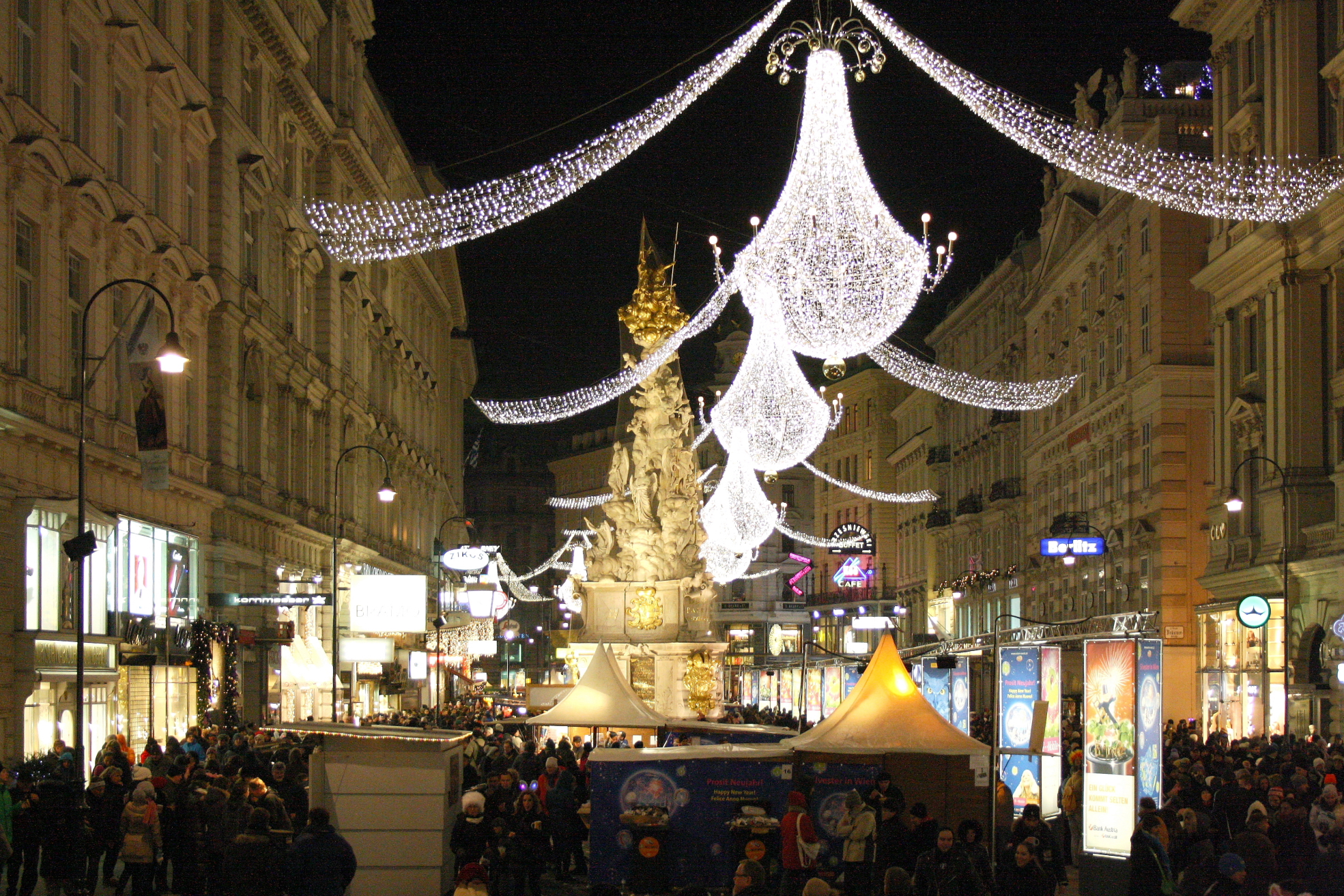
Silvesterpfad 2010/11 im Bereich des Grabens

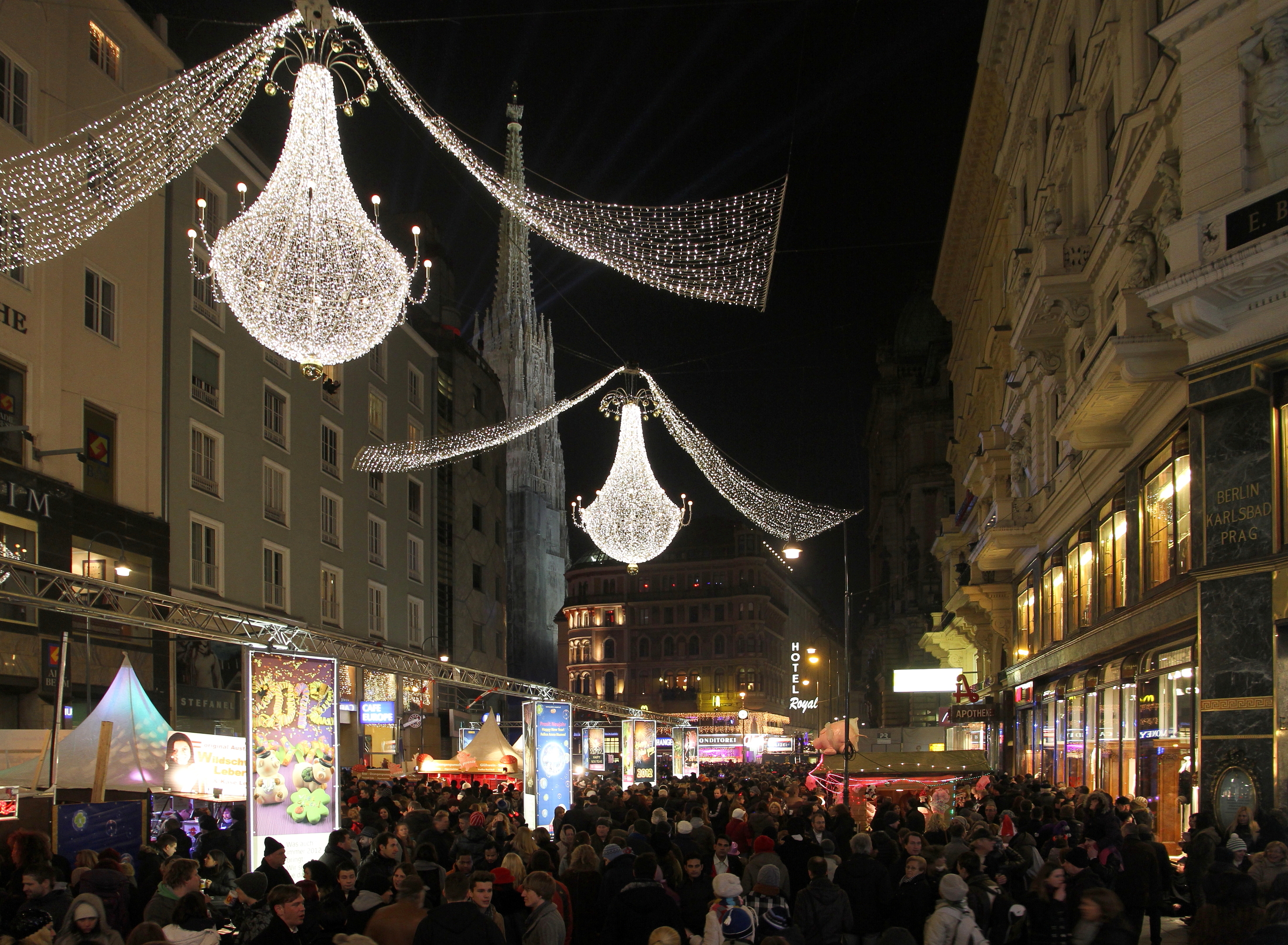
Silvesterpfad 2011/12 im Bereich des Grabens Richtung Stephansplatz

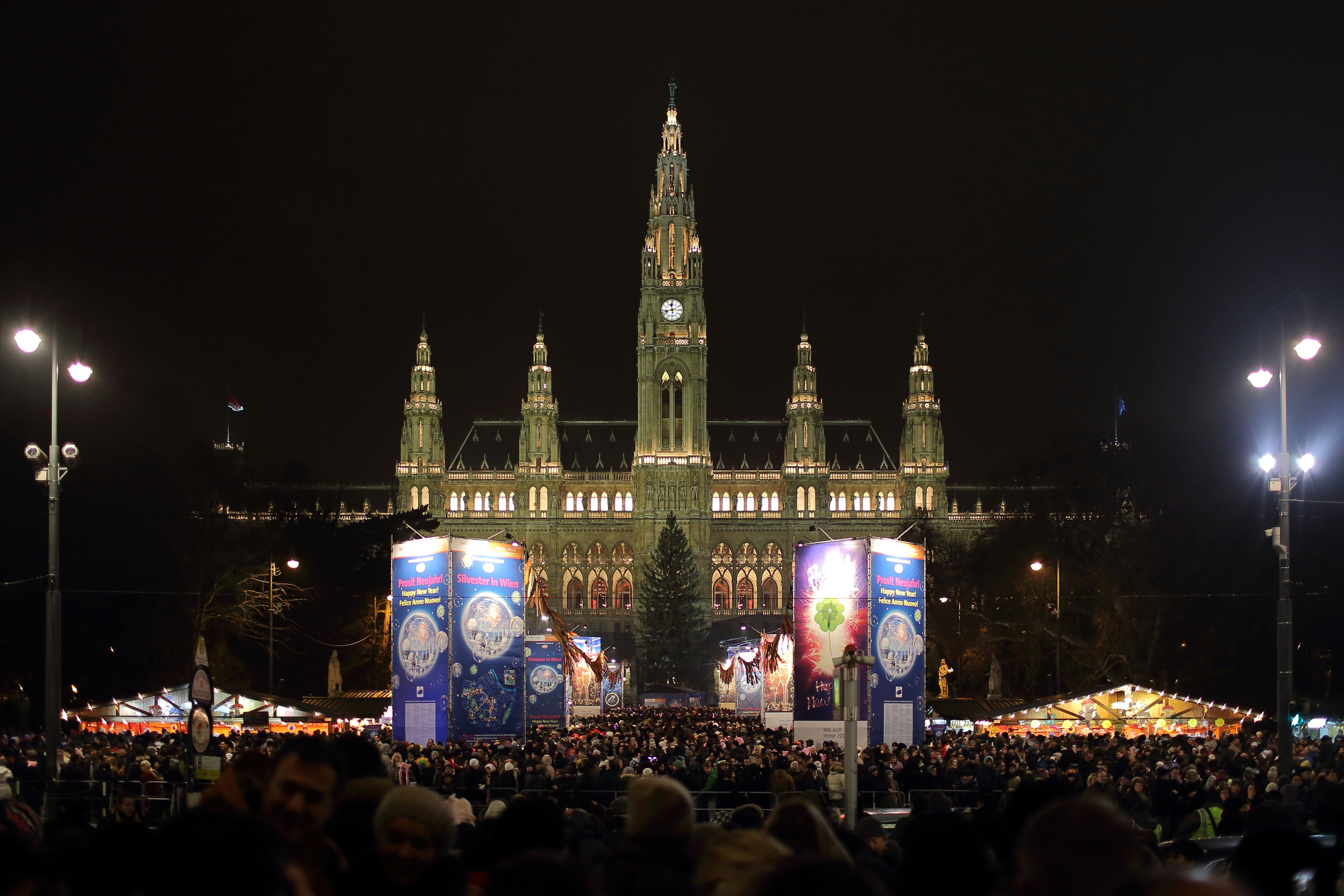
Silvesterpfad 2013/14: Station Rathausplatz

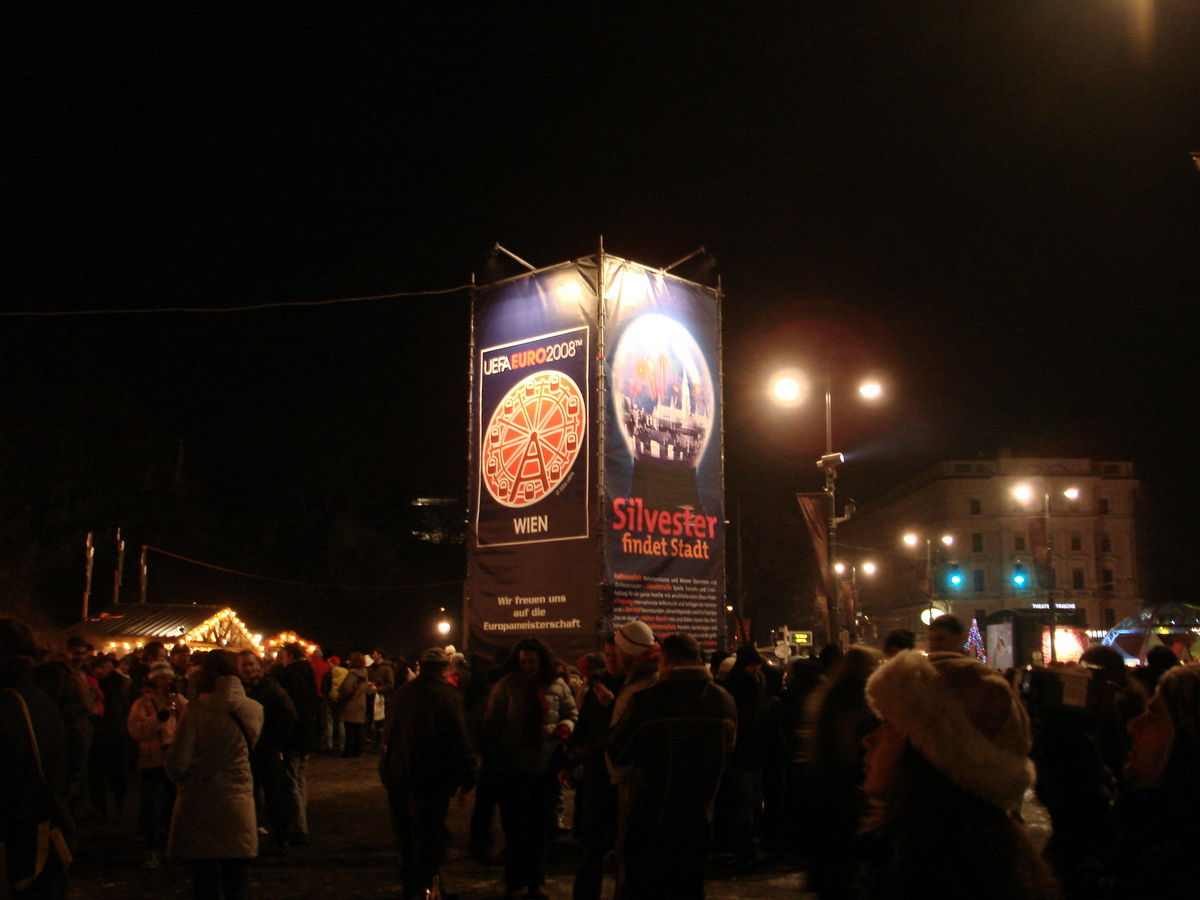
Wiener Silvesterpfad 2007/2008 am Rathausplatz

Der Wiener Silvesterpfad wurde zum Jahreswechsel 1990/91 das erste Mal von der Stadt Wien, dem Wiener Tourismusverband und der Wiener Handelskammer veranstaltet, um den Besucherandrang von Stephansplatz und Graben weg über die Innere Stadt zu verteilen und den Wien-Tourismus während der Wintermonate zu beleben.
Der Silvesterpfad in Wien zählt mit derzeit ca. 800.000 Besuchern zu den größten Silvesterfeierlichkeiten Europas.

## Veranstaltungsorte
Zu Silvester 2024/25 führte der Silvesterpfad auf einer Länge von ungefähr zwei Kilometern zu den acht Hauptveranstaltungsorten:
- Am Hof (Schwerpunkt war hier das beste aus den 2000er Jahren)
- Rathausplatz (Walzerzelt: hier wurde ab 23 Uhr Strauss‘ Donauwalzer präsentiert)
- Freyung (Hier wurde das beste aus Rock, Pop und Balladen präsentiert)
- Hoher Markt (Hier veranstaltete Radio-CD eine Großdisco mit Livemusik)
- Graben (Ballsaal: kostenlose Tanzkurse für Passanten mit vorwiegend Walzermusik)
- Stephansplatz (Walzer- und Orchsterklänge vor dem Stephansdom)

Im Laufe der Jahre wurde wegen des großen Erfolgs der Silvesterpfad immer wechselnd um den Rathausplatz, die Löwelstraße, den Graben, die Freyung, die Kärntner Straße und das Haus der Musik erweitert, wobei sich die Schwerpunkte auf den verschiedenen Plätzen auch verschoben und veränderten.

### Swatch Soul City
Zu Silvester 1997/98 wurde erstmals die Swatch Soul City Vienna 97, ein Snowboard-Wettbewerb, von der WIP Sportmanagement GmbH veranstaltet. Zu diesem Zweck wurde auf der Kaiserwiese beim Wiener Riesenrad eine Rampe aufgebaut. Das Riesenrad selbst wurde zu einer überdimensionalen Swatch-Uhr umgestaltet.
2001/02 erreichte die Rampe eine Höhe von 26 Metern, eine Länge von 91 Metern und eine Breite von 18 Metern. Der für die 30 Zentimeter dicke Schneeschicht notwendige Schnee wurde mittels Schneekanonen im Stadionbad hergestellt. Für Notfälle wurde zusätzlich in Sankt Corona ebenfalls mittels Schneekanone ein Schneedepot angelegt.
Diese Veranstaltung fand zuletzt 2002/03 statt.

### Kerzen statt Raketen
Von den späten 1990er bis zu den frühen 2000er Jahren gehörte der Spittelberg als Außenstelle zum Wiener Silvesterpfad. Hier waren gemäß dem Motto „Kerzen statt Raketen“ Knallkörper und Raketen verpönt.
Grundsätzlich sind auch heute noch nur kleine Feuerwerkskörper ohne großes Gefahrenpotenzial erlaubt (z. B. Wunderkerzen, Knallerbsen).

## Unterhaltungsprogramm
Das Unterhaltungsprogramm auf dem Wiener Silvesterpfad beginnt um 14 Uhr und endet um 2 Uhr früh.
Am Nachmittag bietet eine Bühne ein Kinderprogramm, eine andere erst einen Schnellsiedekurs im Walzertanzen und später Walzer- und Operettenmusik. Geboten wird Musik fast aller Stilrichtungen auf den einzelnen Plätzen sowie verschiedene Unterhaltungsangebote für alles Altersklassen.

## Gastronomie
Für die Gastronomie zeichnen vor allem die Gastwirte des 1. Bezirks mit mindestens 70 Ständen verantwortlich, wo sie kalte und warme österreichische und internationale Spezialitäten zum Essen ebenso anbieten wie Getränke (Sekt, Glühwein, Punsch, aber auch alkoholfrei).

## Besondere Silvesterpfade
Normalerweise steht der Wiener Silvesterpfad unter keinem besonderen Motto, sein einziges Ziel ist es, den Besuchern einen fröhlichen Jahreswechsel zu ermöglichen. Einige wenige wurden aber doch unter einem besonderen Blickwinkel abgehalten.

### EU-Beitritt und Kernkraftwerk Mochovce (1994/95)
Der Jahreswechsel brachte Österreichs EU-Beitritt. Um darauf kulinarisch aufmerksam zu machen, kredenzte eine Sektfirma gemeinsam mit einigen Gastronomen ab Mitternacht blauen Sekt beziehungsweise daraus hergestellte Mixgetränke.
Die Umweltschutzorganisationen Greenpeace, Global 2000 und Anti Atom informierten in einem vom Presse- und Informationsdienst der Stadt Wien organisierten Informationsstand über das Kernkraftwerk Mochovce und die Gefahr, die dieses, aber auch andere Kernkraftwerke, für Österreich darstellen. Die Österreicher hatten dabei auch die Möglichkeit, schriftlichen Einspruch gegen die Errichtung des Kernkraftwerks Mochovce einzulegen.

### Euro-Einführung (1998/99)
Anlässlich der Einführung des Euros wurden bunte Euro-Silvesterhüte verteilt und Interessierte über die neue Währung informiert.

### Y2K (1999/2000)
Da wegen des Jahreswechsels auf das Jahr 2000 sogenannte Y2K-Computerprobleme und damit verbunden technische Probleme aller Art befürchtet wurden, wurden auf dem Silvesterpfad als Absicherung gegen einen möglichen Stromausfall Notstromgeräte aufgestellt. Dadurch sollte eine durch einen eventuellen Stromausfall hervorgerufene Massenpanik vermieden werden.

### Jahr des Wassers (2002/03)
Anlässlich des von der UNO im Jahr 2003 ausgerufenen „Jahr des Wassers“ wurde auf dem Silvesterpfad vom Umweltministerium in Zusammenarbeit mit dem Wiener Wasserwerk ein vom Eiskünstler Gert Hödl aus Villach gestalteter überdimensionaler Eiswürfel aufgestellt.

### Tsunami (2004/05)
Anlässlich der Flutkatastrophe durch einen Tsunami in Asien rief die Stadt Wien zu Spenden zugunsten der Betroffenen auf. In Zusammenarbeit mit „Nachbar in Not“ wurden auf dem Silvesterpfad mehr als 25 Sammelstellen eingerichtet. Der Erlös der Spendenboxen, von Sammlungen des Roten Kreuzes, des Arbeiter-Samariter-Bundes sowie eines abgesagten Feuerwerks im Wiener Stadtpark betrug insgesamt 85.803,13 Euro.

### Corona-Virus (2020/21 und 2021/22)
Aufgrund der COVID-19-Pandemie wurde der Silvesterpfad 2020 zum ersten Mal in seiner über 30-jährigen Geschichte abgesagt. Laut Veranstalter stadt wien marketing konnte keine überzeugende Lösung gefunden werden, die eine "lückenlose Einhaltung der Corona-bedingten Auflagen für ein Veranstaltungsareal von rund 50.000 m² auf vier Kilometer Länge ermöglicht".
Auch die Veranstaltung zum Jahreswechsel 2021/22 wurde abgesagt.

### Wiederaufnahme nach der COVID-19-Pandemie (2022/23)
Nach zwei entfallenen Ausgaben konnte der Wiener Silvesterpfad 2022 wieder abgehalten werden. Die 31. Ausgabe der Veranstaltung umfasste sechs Standorte (Freyung, Am Hof, Graben, Stephansplatz, Kärntner Straße und Neuer Markt). Erstmals seit 2012 verzichtet die Stadt Wien "Mensch, Tier und Umwelt zur Liebe" auf ein Feuerwerk im Rahmen des Silvesterpfads.

## Besucherzahlen
Als Freiluftveranstaltung ist der Wiener Silvesterpfad stark vom Wetter abhängig. Trotzdem stiegen die Besucherzahlen immer wieder:
- 1994/95: rund 280.000 Personen[26]
- 1995/96: rund 200.000 Personen (Paris, Champs Elysees rund 400.000; Berlin rund 70.000)[27]
- 1996/97: rund 250.000 Personen[28]
- 1997/98: rund 600.000 Personen[29]
- 1998/99: rund 600.000 Personen[30]
- 1999/2000: rund 600.000 Personen[31]
- 2001/02: rund 500.000 Personen[32]
- 2002/03: rund 650.000 Personen[33]
- 2004/05: rund 620.000 Personen[34]
- 2006/07: rund 700.000 Personen[35]
- 2007/08: rund 630.000 Personen[36]
- 2008/09: rund 650.000 Personen[37]
- 2009/10: rund 700.000 Personen[38]
- 2010/11: rund 750.000 Personen[39][40]
- 2011/12: rund 800.000 Personen[41]
- 2012/13: rund 800.000 Personen[42]
- 2013/14: rund 700.000 Personen[42]
- 2014/15: rund 620.000 Personen[43]
- 2015/16: rund 600.000 Personen[44]
- 2016/17: rund 650.000 Personen[45]
- 2017/18: rund 700.000 Personen[46]
- 2018/19: rund 750.000 Personen[47]
- 2019/20: rund 800.000 Personen[48]
- 2020/21: kein Silvesterpfad (COVID-19-Pandemie)
- 2021/22: kein Silvesterpfad (COVID-19-Pandemie)
- 2022/23: rund 800.000 Personen[49]
- 2023/24: rund 800.000 Personen[50]
- 2024/25: rund 800.000 Personen[51]

## Wirtschaft
Einer 1998 präsentierten Untersuchung der Umwegrentabilität zufolge bringt der Silvesterpfad der österreichischen Wirtschaft rund 180 Millionen Schilling (circa 13,1 Millionen Euro). Davon gehen rund 53 Millionen Schilling (rund 3,9 Millionen Euro) als Steuern ans Finanzministerium und hiervon rund 6,5 Millionen Schilling (rund 0,5 Millionen Euro) durch den Finanzausgleich wieder an die Stadt Wien.
Auf der Grundlage von 337 persönlichen Interviews mit Touristen und 1.000 Telefoninterviews mit Österreichern, die das Gallup-Institut durchführte, wurde eine Studie ausgearbeitet, der zufolge jeder siebente Wienbesucher zum Jahreswechsel nur wegen des Silvesterpfades (Stadtsilvester) nach Wien kommt, was sich auch in den Auslastungszahlen der Hotels widerspiegelt.
Aber auch die Inländer wurden durch den Silvesterpfad verstärkt dazu motiviert, zumindest einen Teil des Silvesterabends in der Wiener Innenstadt zu verbringen. Etwa 180.000 Personen – rund ein Drittel – besuchen nur wegen der Veranstaltungen den 1. Bezirk und geben dabei rund 37 Millionen Schilling (2,7 Millionen Euro) aus.
Die Kosten für die Stadt Wien, die für die Veranstaltung verantwortlich zeichnet, liegen in einer Größenordnung von 17,6 Millionen Schilling (1,3 Millionen Euro).

## Technischer Aufwand
Der technische Aufwand für die rund 12 Stunden dauernde Veranstaltung ist enorm. Rund 300 Arbeiter verbauen für Bühnen von einer Größe bis zu 120 Quadratmetern, Infotürme, die rund 70 Gastronomiestände und 5 Informationsstände, das Astro-Dorf und so weiter das Material von rund 40 Sattelschleppern. Für die Energieversorgung werden ungefähr 50 Kilometer an elektrischen Leitungen verlegt. Der Energieverbrauch beläuft sich auf etwa 20 Megawatt. Zu den bis 3 Uhr früh geöffneten öffentlichen Toiletten kommen noch rund 84 mobile WC-Anlagen.

## Sicherheit

### Feuerwehr
Der Wiener Berufsfeuerwehr bereitet der Silvesterpfad selbst selten größere Arbeit. Sie ist mehr mit Bränden beschäftigt, die durch unsachgemäßes Hantieren und Zünden von Feuerwerkskörpern beziehungsweise fehlgeleitete Feuerwerksraketen entstehen.

### Polizei
Die Polizei setzt alljährlich rund 200 Sicherheitsbeamte ein, um Raufhändel zu unterbinden. Aus Sicherheitsgründen wird aber auch das Zünden von Knallkörpern überwacht. So wurden etwa 1998/99 22.000 Feuerwerkskörper sichergestellt. In der gleichen Nacht kam es bei der großen Zahl an Besuchern nur zu einer einzigen Festnahme. Ungefähr gleich hoch ist die Zahl der eingesetzten Security-Männer.

### Rettung
Der Arbeiter-Samariter-Bund steht an fünf Standorten bereit, um Patienten versorgen zu können. Zu versorgen sind meist Schnittverletzungen durch Glasscherben, Verletzungen durch Knallkörper oder Stürze, Vergiftungen durch Alkohol und Medikamente. Zu Silvester 2001/02 mussten beispielsweise 23 Personen in Wiener Krankenhäuser eingeliefert werden.

## Stadtreinigung
Um die Verschmutzung der Stadt ein wenig zu reduzieren, wurden zu Silvester 1993/94 erstmals an Stelle von Papp- oder Kunststoffbechern pfandpflichtige Gläser und „Silvester-Häferln“ für die Ausschank von Punsch und Glühwein verwendet. Für die künstlerische Gestaltung dieser Häferln für 1994/95 wurde der Künstler Adolf Frohner gewonnen. Geplant ist, dass das Bild auf diesen Häferln jedes Jahr von einem anderen Künstler gestaltet wird.
Die Mitarbeiter der MA 48 – Abfallwirtschaft, Straßenreinigung und Fuhrpark beginnen bereits um 2 Uhr früh mit den Aufräumungsarbeiten in der Inneren Stadt. Ungefähr 120 Arbeiter mit 20 Kehrmaschinen verschiedenster Größe, zwei Müllwägen und weiteren 25 Kleinfahrzeugen entsorgen dabei etwa 300 Kubikmeter Müll. Bei Schneefall oder Glatteis werden auch die Fahrzeuge des Winterdienstes eingesetzt.
Für den Fall von Reifenschäden durch Glasscherben an den verwendeten Fahrzeugen stehen Montagetrupps mit Reservereifen in Bereitschaft.